# João Mac Dowell (padre)
João Augusto Anchieta Amazonas Mac Dowell SJ (Belém, 9 de junho de 1934 — Belo Horizonte, 13 de setembro de 2022) foi sacerdote católico, filósofo, teólogo e educador brasileiro. Afiliado à Companhia de Jesus, notabilizou-se por seus trabalhos acadêmicos na área de Filosofia e na direção de diversas instituições de educação pertencentes à sua congregação.

## Biografia
Nasceu em Belém, Pará, em 4 de junho de 1934, mas pertencia a influente família de Pernambuco. Seus pais eram Maria Anita (de Almeida) Amazonas (1908-2006) e o professor Samuel Wallace do Rego Barros Mac Dowell (1899-1966), os últimos proprietários do Casarão Amazonas MacDowell, antiga casa-grande do engenho que deu origem ao município de Camaragibe, Pernambuco. Por parte de seu pai, descendia do conselheiro Samuel Wallace MacDowell e, por parte de sua mãe, dos barões de Escada. Dentre seus nove irmãos, destacam-se Maria Antônia Amazonas Mac Dowell (1930-2013), professora e ex-vice-reitora da Universidade Federal de Pernambuco, e Antônio Maria Mac Dowell (1937-2008), engenheiro aeronáutico e servidor público.
João estudou no Colégio Nóbrega em Recife, Pernambuco, e concluiu o ensino médio no Colégio Santo Inácio no Rio de Janeiro, ambos de propriedade da Companhia de Jesus. Em 10 de fevereiro de 1950, ingressou na dita congregação religiosa, com dezesseis anos de idade, e cursou Filosofia no Colégio Anchieta, em Nova Friburgo, Rio de Janeiro. Recebeu a ordenação sacerdotal em 12 de setembro de 1962, em Recife, por imposição das mãos do arcebispo Dom Carlos Gouveia Coelho. Em 1963, fez mestrado em Teologia na Faculdade de Filosofia e Teologia Sankt Georgen em Frankfurt, na Alemanha, e, em 1968, doutorado em Filosofia na Pontifícia Universidade Gregoriana em Roma, na Itália.
De volta ao Brasil, trabalhou, entre 1968 e 1974, na Faculdade de Filosofia Nossa Senhora Medianeira, em São Paulo, onde foi professor de História Contemporânea e Ontologia, ministro, consultor provincial e prefeito de estudos. Em 1975, iniciou sua atuação na Pontifícia Universidade Católica do Rio de Janeiro (PUC-Rio), como vice-reitor para Assuntos Acadêmicos. Foi nomeado reitor no ano seguinte, aos 42 anos de idade, o mais jovem na história da universidade. Durante seu mandato, foi membro da Comissão Nacional de Pós-Graduação (1977-1979), do Diretório do Conselho de Reitores das Universidades Brasileiras (1977-1979), do Conselho Internacional das Universidades Católicas (1978-1980) e da Comissão de Reintegração dos Professores Cassados pelo AI-5 do Ministério da Educação (1979-1980).
O período de sua gestão como reitor da PUC-Rio coincidiu com o movimento de abertura política no Brasil, e de reestruturação do movimento estudantil, muito ativo na universidade naquele momento. Foram criados o Departamento de Artes, desmembrado do Departamento de Letras, o Projeto Portinari, o Instituto de Relações Internacionais (IRI), e o Departamento de Geografia promoveu a I Semana Universitária do Meio Ambiente. Concluiu, em 1979, um processo complexo que se desenvolveu ao longo de quase duas décadas, com a assinatura do protocolo de Acerto Final entre o Estado do Rio de Janeiro e a PUC para a construção da Ligação Lagoa-Barra. Utilizou-se a meia-encosta do morro atrás do Edifício Cardeal Leme, evitando-se com isso que a estrada cortasse o campus, e decidiu-se pela construção do túnel acústico para redução do ruído causado pelo trânsito.
Terminado seu período como reitor, foi superior da Província dos Jesuítas do Centro-Leste de 1982 a 1987. Em seguida, foi pesquisador no Centro João XXIII, IBRADES, no Rio. Entre 1990 e 1998, esteve em Roma como membro do Conselho Geral e assessor do Superior Geral para a América Latina da Cúria Geral da Companhia de Jesus, além de delegado para o Pontifício Colégio Pio Brasileiro.
Foi fundador da Academia Brasileira de Educação e da Sociedade Brasileira de Filósofos Católicos, e presidente do Conselho Deliberativo do Instituto Cultural Brasil-Japão (ICBJ).
Transferido para Belo Horizonte, Minas Gerais, em 1997, passou a atuar na Faculdade Jesuíta de Filosofia e Teologia (FAJE), onde foi reitor e professor no Departamento de Filosofia. Em 2006, fundou o Programa de Pós-graduação em Filosofia da FAJE e esteve à frente, como editor, por vários anos, da Síntese, revista de filosofia. Ficou reconhecido por suas pesquisas sobre Tomás de Aquino e Heidegger. Também esteve à frente do Memorial Padre Vaz, foi reitor do Instituto Santo Inácio/Centro de Estudos Superiores da Companhia de Jesus (ISI-CES), assistente do Centro Loyola, diretor da Associação Jesuíta de Educação e Assistência Social (AJEAS) e desenvolveu trabalho pastoral na Paróquia São Francisco Xavier.
Faleceu aos 88 anos de idade, um dia após completar 60 anos de sacerdócio, no Hospital Madre Teresa, em Belo Horizonte, onde estava internado havia dias por problemas cardíacos. Seu corpo foi sepultado no dia seguinte no Cemitério Bosque da Esperança, no mesmo município.